# Ortheziola matskasii
Ortheziola matskasii är en insektsart som beskrevs av Ferenc Kozár och Konczné Benedicty 2001. Ortheziola matskasii ingår i släktet Ortheziola och familjen vaxsköldlöss.
Artens utbredningsområde är Vietnam. Inga underarter finns listade i Catalogue of Life.